# Aiden English
Matthew "Matt" Rehwoldt (Chicago, 7 de outubro de 1987) é um lutador de luta livre profissional estadunidense. É conhecido pelo seu trabalho na WWE, onde atuou no programa SmackDown sob o nome de ringue Aiden English.

## Início de vida
Rehwoldt nasceu em Chicago, Illinois, onde desenvolveu o interesse de agir muito cedo. Com 20 anos ele apareceu em mais de 20 produções teatrais. Depois de se formar em Lyons Township High School, ele estudou teatro no Columbia College Chicago graduando-se em 2010 com um Bachelor of Arts.

## Carreira no wrestling profissional

### Circuito independente (2011–2012)
Depois de se formar na faculdade, Rehwoldt foi treinado como um wrestler profissional. Ele estreou no circuito independente de Illinois sob o ring name "Matt Marquee". Rehwoldt lutou para promoções como Chicago Style Wrestling onde formou uma dupla com Barry Ryte de nome The Ryte Stuff.

### World Wrestling Entertainment / WWE

#### Florida Championship Wrestling (2012)
Rehwoldt assinou um contrato com a WWE no início de 2012, e foi designado para seu território de desenvolvimento, Florida Championship Wrestling (FCW) onde começou a usar seu atual Ring name "Aiden English". Ele fez sua estreia na televisão no episódio de 8 de Abril de 2012 da FCW em parceria com Audrey Marie em uma luta de duplas mistas contra Rick Victor e Paige.

#### NXT (2012–2016)
Após a WWE rebatizar a FCW como WWE NXT em 2012, English estreou no dia 27 de junho em um episódio do NXT Rebooted gravado na Full Sail University, onde foi derrotado por Leo Kruger, English foi usado como jobber durante o resto do ano perdendo para wrestler incluindo Bray Wyatt, Ryback e Big E Langston. Ele conseguiu sua primeira vitória no episódio de 18 de Setembro de 2013, derrotando Michael Q. Laurie.
Uma Semana depois, no dia 25 de setembro, English cantou uma paródia da "Major-General' Song" a partir do musical The Pirates of Penzance. Ao longo do ano English conseguiu vitórias sobre Jason Jordan e Camacho. No início de 2014 English começou uma rivalidade com Colin Cassady perdendo para ele no dia 1 de janeiro, mas depois derrotando-o em várias lutas.
Em junho de 2014, English formou uma Tag Team com Simon Gotch, conhecida com The Vaudevillains. Em 22 de agosto de 2015, no NXT Takeover: Brooklyn, os Vaudevillains derrotaram Blake e Murphy para ganhar o NXT Tag Team Championship. No dia 11 de novembro, os Vaudevillains perderam o título para Dash e Dawson, terminando seu reinado em 61 dias. No dia 25 de novembro os Vaudevillains desafiaram Dash e Dawson para uma revanche pelo título. No dia 23 de dezembro os Vaudevillains competiram em uma Four-way Tag Team Match contra Blake e Murphy, The Hype Bros e Chad Gable e Jason Jordan, que foi vencida por Gable e Jordan. No dia 16 de março de 2016, Os Vaudevillains foram derrotados pelo American Alpha em uma 1º contender Match pelo Tag Team Championship.

#### Perseguições ao título de duplas (2016–2017)
No SmackDown de 7 de abril, os Vaudevillains estrearam no plantel principal derrotando The Lucha Dragons (Kalisto e Sin Cara). No Raw de 11 de abril os Vaudevillains foram anunciados como uma das equipes a participar do torneio para determinar os desafiantes ao WWE Tag Team Championship. No Smackdown de 14 de abril, eles derrotaram Goldust e Fandango nas quartas de final. No Raw de 18 de abril eles derrotaram The Usos nas semifinais. No Payback, os Vaudevillains enfrentaram Enzo Amore e Big Cass, mas o combate foi interrompido pelo árbitro quando Simon Gotch jogou Amore na corda de baixo fazendo-o bater a cabeça e sofrer uma concussão. Na noite seguinte, os Vaudevillains foram anunciados como os desafiantes ao título. No evento seguinte, Extreme Rules, os Vaudevillains foram derrotados pelos campeões Big E e Xavier Woods, representando o New Day. Eles tiveram uma revanche na noite seguinte, no Raw, mas perderam por desqualificação depois da interferência de Luke Gallows e Karl Anderson. Os Vaudevillains competiram em uma luta de quatro duplas pelo WWE Tag Team Championship no Money in the Bank, mas não conseguiram derrotar os campeões The New Day. Em 5 de abril de 2017, Simon Gotch, parceiro de English, foi liberado de seu contrato.

#### Aliança e rivalidade com Rusev (2017–presente)

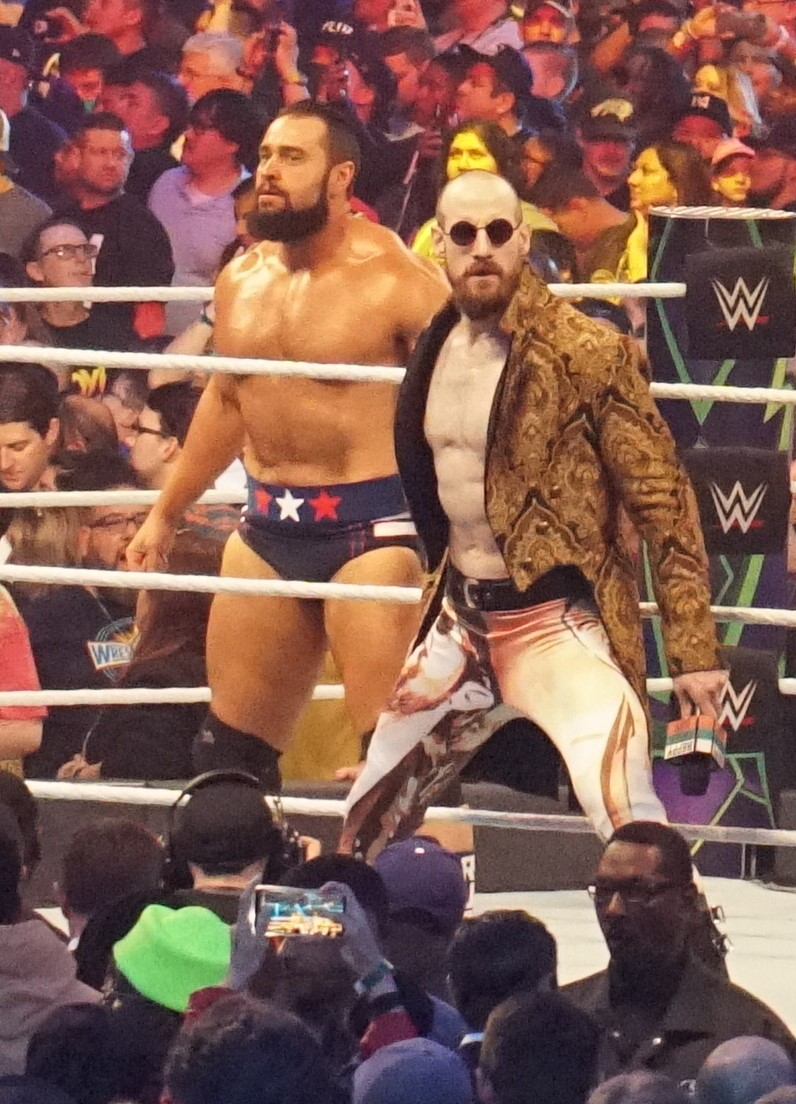
English e Rusev na WrestleMania 34

Em setembro, English se aliou com Rusev durante uma rivalidade que este estava tendo com Randy Orton. Depois de perder para Orton no SummerSlam, Rusev teve uma revanche depois de uma luta com English, que Orton venceu. English distraiu Orton e permitiu que Rusev alcançasse a vitória em nove segundos, na mesma época em que Orton derrotou Rusev no SummerSlam. Na semana seguinte, foi realizado um segmento em que o prefeito da Bulgária, cidade natal de Rusev, declarou "Rusev Day" (Dia do Rusev), realizando uma cerimônia para apresentar a Rusev as chaves da cidade. English cantou uma canção especial para Rusev comemorando a ocasião. Nos dias seguintes, a multidão começou a cantar "Rusev Day" durante as lutas de Rusev.
Em julho de 2018, com Aiden English e Rusev agora firmemente estabelecidos como favoritos dos fãs, as tensões cresceram entre os dois, após English interferir na luta entre Rusev e Lana contra Andrade "Cien" Almas e Zelina Vega. Na semana seguinte, no SmackDown, English interferiu novamente na luta de Rusev e Lana contra Almas e Vega, impedindo Almas de usar uma cadeira, dando a vitória a Rusev e Lana. Após a partida, English seria perdoado tanto por Rusev quanto por Lana. No episódio de 4 de setembro do SmackDown, English e Rusev derrotaram The Usos e Sanity, avançando para a final num torneio pelo título das duplas, derrotando The Bar (Cesaro e Sheamus) na semana seguinte nas finais, ganhando assim uma oportunidade pelo título contra o New Day no Hell in a Cell. No evento, English e Rusev perderam para o New Day depois de uma divergência entre eles. Após a partida, o English voltou a atacar Rusev, terminando oficialmente o "Rusev Day". No episódio de 25 de setembro do SmackDown, English explicou que ele fez isso por causa de Lana estar no caminho da amizade entre os dois e aludiu a ter tido um caso com ela. Uma semana depois, no SmackDown, English mostrou evidências em vídeo de Lana entrando no quarto de hotel de English e aparentemente professando seus sentimentos por ele. Uma semana depois, Lana mostrou o resto da prova em vídeo, revelando que agradeceu a English por ajudar Rusev, porém English fez avanços românticos para ela.

## Vida pessoal
Em dezembro de 2014, Rehwoldt se envolveu com a ex-lutadora profissional Shaul Guerrero, filha de Vickie Guerrero e do falecido Eddie Guerrero. Eles se casaram em 3 de janeiro de 2016, na Flórida, tornando-se genro de Eddie Guerrero e parte da família Guerrero.

## No wrestling
- Movimentos de finalização
  - Director's Cut (Cobra clutch lifted and dropped into a sitout side slam)[13]
  - That's a Wrap (High-angle middle rope senton bomb)[14][15]
  - Whirling Dervish (Swinging neckbreaker)[5][16][17][18]
- Movimentos secundários
  - Leaping leg drop[19][20][21]
- Com Simon Gotch
  - Movimentos de finalização de duplas
    - The Gentleman's Congress[22] / Whirling Dervish (Uppercut to the back of opponent's head (Gotch) followed by a swinging neckbreaker (English))[23]
    - Rolling fireman's carry slam (Gotch) followed by That's a Wrap (English)[24]
- Alcunhas
  - "The Artiste"[3]
  - "The Drama King"[25]
  - "The Man of Sophistication"[5]
- Managers
  - Blue Pants
- Temas de Entrada
  - "Toreador Song" por Georges Bizet (Circuito independente)
  - "Blast Out" por Quantum Tracks (NXT; Junho de 2013 – Agosto de 2013)
  - "A Quicker Accomplishement" por Art Test Music (NXT; maio de 2014 – Setembro de 2014; usada no time com Simon Gotch)
  - "Voix de Ville" por CFO$[26] (NXT; Outubro de 2014 – Junho de 2015; usada com Simon Gotch)
  - "Vau de Vire" por CFO$[27] (NXT; Julho de 2015 – presente; usada com Simon Gotch)
  - "Fight" por CFO$[28] (NXT; October 31, 2015; usada para retratar Kevin Owens)